# Den Permanente Badeanstalt
 For alternative betydninger, se Den Permanente. (Se også artikler, som begynder med Den Permanente)
 Der er for få eller ingen kildehenvisninger i denne artikel, hvilket er et problem. Du kan hjælpe ved at angive troværdige kilder til de påstande, som fremføres i artiklen.

Den Permanente Badeanstalt, oftest blot kaldet Den Permanente, er en havbadeanstalt og strand i Aarhus, nedenfor Riis Skov. 

## Aktiviteter
I de lukkede afsnit i henholdsvis herre- og dameafdelingen er der mulighed for nøgenbadning og solbadning.
I sommerperioden er der åbent for alle i dagtimerne, mens anlægget om vinteren benyttes af vinterbaderne i Vikingeklubben Jomsborg.
Endvidere benyttes anlægget af Aarhus Beachvolley Club og Århus Kajakpoloklub.

## Historie
Den Permanente Søbadeanstalt, som er bygningens officielle navn, blev indviet den 27. maj 1933 efter projekteret opførelse af Aarhus Byråd og tegninger af Frederik Draiby. Ved samme lejlighed blev cykelstien langs kysten gjort offentligt tilgængelig. Før de permanente bygninger, havde der været opført midlertidige bygninger til søbadeanstalt i sommerhalvåret. 
Indtil 2005 havde badeanstalten sin egen jernbanestation som blev betjent af Grenaabanen. Stationen blev nedlagt for at spare tid på strækningen.
En del af arbejdet på at udvide badeanstalten blev ødelagt under en stormflod i 2023.

## Eksterne links
- Wikimedia Commons har flere filer relateret til Den Permanente Badeanstalt
- Artikel om Den Permanente i AarhusWiki.dk Arkiveret 13. juni 2015 hos  Wayback Machine

56°10′36″N 10°13′54″Ø / 56.17667°N 10.23167°Ø